# Isle of Man TT 1982
De TT van Man 1982 werd verreden van 5 tot 11 juni 1982 op de Snaefell Mountain Course op het eiland Man. Door de Interval-start reed men eigenlijk een tijdrace.

## Algemeen
In 1982 vond een (eenmalige) klassenwijziging plaats. In de Senior TT werd een gecombineerde race van 350- en 500cc-motoren gereden. Phil Read maakte voor de tweede keer een comeback en startte in drie klassen maar finishte alleen in de Senior 500 cc TT, waarin hij vierde werd. Opvallend was enerzijds dat er in deze TT geen enkel dodelijk slachtoffer viel, anderzijds dat er wel zeer veel uitvallers waren, zoveel, dat een aantal klassen beslist werden doordat de koplopers de finish niet haalden. Voor twee grote namen in de TT, Charlie Williams en Mick Grant, waren de druiven erg zuur: zij finishten in geen enkele race.

## Formula One TT
Zaterdag 5 juni, motoren tot 1.000 cc, 72 deelnemers, 35 finishers.
De overwinning van Ron Haslam in de Formula One TT was een revanche voor Honda-Britain. Tijdens de TT van 1981 was de overwinning hem ontnomen na een protest van Suzuki, waarna het hele Honda-team de rest van de week uit protest in zwart leer op zwarte motorfietsen had gereden. Dit keer had Mick Grant met de Suzuki de leiding in de race, op de hielen gezeten door Haslam, tot in de vijfde ronde de machine van Grant er bij Ramsey mee ophield. Joey Dunlop had aanvankelijk gekozen voor zijn motorfiets van vorig jaar, maar blies in de training de motor op. Met zijn 1982-Honda kwam hij niet verder dan de tweede plaats. Phil Read had veel tegenslag met zijn Yoshimura-Suzuki. Na de tweede ronden moest hij bougies vervangen en in de derde ronde liep zijn motor bij Creg-ny-Baa vast terwijl hij op de dertiende plaats lag.

### Uitslag Formula One TT
| Pos | Coureur            | Merk             | Tijd       | Snelheid   |
| --- | ------------------ | ---------------- | ---------- | ---------- |
| 1   | Ron Haslam         | Honda            | 1:59"50'6  | 113,33 mph |
| 2   | Joey Dunlop        | Honda            | 2:04"26'0  | 109,15 mph |
| 3   | Dave Hiscock       | Suzuki           | 2:07"01'0  | 106,93 mph |
| 4   | Geoff Johnson      | Kawasaki         | 2:07"02'0  | 106,92 mph |
| 5   | Bernard Murray     | Kawasaki         | 2:09"18'6  | 105,04 mph |
| 6   | Danny Shimmin      | Suzuki           | 2:10"40'4  | 103,94 mph |
| 7   | Alan Jackson jr.   | Suzuki           | 2:11"30'8  | 103,28 mph |
| 8   | Aca Moyce          | Kawasaki         | 2:12"02'6  | 102,86 mph |
| 9   | Bill Smith         | Honda            | 2:13"04'8  | 102,02 mph |
| 10  | Frank Rutter       | Honda            | 2:13"14'6  | 101,94 mph |
| 11  | Hans-Otto Butenuth | Honda            | 2:13"47'2  | 101,52 mph |
| 15  | Steve Cull         | Honda            | 2:14"58'0  | 100,63 mph |
| 20  | Ray Knight         | Suzuki           | 2:19"37'8  | 97,27 mph  |
| DNF | Mick Grant         | Suzuki           | Ontsteking | Ontsteking |
| DNF | Phil Read          | Yoshimura-Suzuki | Vastloper  |            |
| DNF | Alex George        | Kawasaki         |            |            |
| DNF | Roger Marshall     | Suzuki           | Motor      |            |
| DNF | Chris Guy          | Onbekend         |            |            |

## Sidecar TT
Zijspancombinaties tot 750 cc.
De twee manches van de Sidecar TT werden achter elkaar gereden, op zaterdag 5 juni en maandag 7 juni. Totaalwinnaars werden Roy Hanks en Vince Biggs, die in de eerste manche derde en in de tweede manche vijfde werden.

### Sidecar TT Leg One
Zaterdag 5 juni, 76 starters, 39 finishers
Jock Taylor/Benga Johansson hadden in de training hun eigen snelste rondetijd al met bijna tien seconden verbeterd en in de eerste ronden hadden ze bij Ballacraine slechts vijf seconden achterstand op Mick Boddice/Chas Birks. Bij Alpine Cottage raakten ze echter een muurtje en verloren ze veel tijd met het weer rijdbaar maken van de combinatie. Ook de reparaties in de pit kostten veel tijd en ze werden slechts achttiende. Intussen hadden Boddice/Birks ook geen geluk, want vijf kilometer voor de finish kwamen ze in de afdaling van de Mountain Section tussen Creg-ny-Baa en Brandish Corner zonder benzine te staan. Daardoor konden Trevor Ireson/Don Williams onbedreigd winnen met twee minuten voorsprong op Dick Greasley/Stewart Atkinson.

#### Uitslag Sidecar TT Leg One
| Pos | Coureur             | Bakkenist        | Merk                 | Tijd            | Snelheid        |
| --- | ------------------- | ---------------- | -------------------- | --------------- | --------------- |
| 1   | Trevor Ireson       | Don Williams     | Ireson-Yamaha        | 1:03"53'4       | 106,29 mph      |
| 2   | Dick Greasley       | Stewart Atkinson | Yamaha               | 1:05"04'8       | 104,35 mph      |
| 3   | Roy Hanks           | Vince Biggs      | Yamaha               | 1:06"46'6       | 101,70 mph      |
| 4   | Dennis Keen         | Geoff Leitch     | Yamaha               | 1:06"48'8       | 101,64 mph      |
| 5   | Derek Plummer       | Roger Tomlinson  | Yamaha               | 1:08"36'6       | 98,96 mph       |
| 6   | Nigel Rollason      | Colin Bairnson   | Barton Phoenix       | 1:08"43'8       | 98,81 mph       |
| 7   | Brian Offen         | Ian Watson       | Yamaha               | 1:09"34'6       | 97,61 mph       |
| 8   | Karl-Heinz Plaschke | Waldemar Jäger   | Busch-Yamaha         | 1:10"27'6       | 96,38 mph       |
| 9   | Dave Saville        | Dave Hall        | Sabre                | 1:11"20'8       | 95,18 mph       |
| 10  | Goronwy Davies      | Elfed Davies     | Yamaha               | 1:11"43'8       | 94,68 mph       |
| 18  | Jock Taylor         | Benga Johansson  | Fowler-Windle-Yamaha | 1:15"56'8       | 89,42 mph       |
| DNF | Mick Boddice        | Chas Birks       | Windle-Yamaha        | Brandstoftekort | Brandstoftekort |
| DNF | Dennis Bingham      | Julia Bingham    | Yamaha               |                 |                 |
| DNF | Steve Abbott        | Shaun Smith      | Ham-Yam              |                 |                 |

### Sidecar TT Leg Two
Maandag 7 juni, 75 starters, 39 finishers
In de tweede manche stelden Taylor/Johansson orde op zaken, maar aanvankelijk gingen Ireson/Williams aan de leiding. Zij werden gepasseerd door Boddice/Birks en Taylor/Johansson en moesten uiteindelijk bij Ramsey opgeven door een lekke band. Boddice kreeg echter opnieuw pech en viel bij Sulby Crossroads uit. Greasley/Atkinson verspeelden de totaaloverwinning door een klapband in de laatste ronde. Het echtpaar Dennis en Julia Bingham werd tweede en Steve Abbot/Shaun Smith werden derde. Dankzij een vijfde plaats werden Roy Hanks/Vince Biggs totaalwinnaar.

#### Uitslag Sidecar TT Leg Two
| Pos | Coureur        | Bakkenist        | Merk                 | Tijd       | Snelheid   |
| --- | -------------- | ---------------- | -------------------- | ---------- | ---------- |
| 1   | Jock Taylor    | Benga Johansson  | Fowler-Windle-Yamaha | 1:04"00'6  | 106,09 mph |
| 2   | Dennis Bingham | Julia Bingham    | Yamaha               | 1:05"19'0  | 103,97 mph |
| 3   | Steve Abbott   | Shaun Smith      | Ham-Yam              | 1:05"23'8  | 103,86 mph |
| 4   | Derek Bayley   | Bob Bryson       | Yamaha               | 1:06"09'4  | 102,65 mph |
| 5   | Roy Hanks      | Vince Biggs      | Yamaha               | 1:07"07'8  | 101,16 mph |
| 6   | Dave Saville   | Dave Hall        | Sabre                | 1:07"15'4  | 100,97 mph |
| 7   | Derek Plummer  | Roger Tomlinson  | Yamaha               | 1:07"51'6  | 100,08 mph |
| 8   | Eric Bregazzi  | J.J. Creer       | Yamaha               | 1:08"09'6  | 99,66 mph  |
| 9   | Keith Cousins  | Philip Hookham   | Yamaha               | 1:08"50'0  | 98,56 mph  |
| 10  | Nick Edwards   | Brian Marris     | Yamaha               | 1:10"43'4  | 96,02 mph  |
| DNF | Dick Greasley  | Stewart Atkinson | Yamaha               | Lekke band | Lekke band |
| DNF | Trevor Ireson  | Don Williams     | Ireson-Yamaha        | Lekke band | Lekke band |
| DNF | Mick Boddice   | Chas Birks       | Windle-Yamaha        |            |            |

## Senior 350 cc TT en Senior 500 cc TT
De Senior TT werd eenmalig gereden met 350- en 500cc-motoren tegelijk, maar elk in hun eigen klasse. De winnende tijd van Tony Rutter in de Senior 350 cc TT zou goed zijn geweest voor de zevende plaats in de Senior 500 cc TT.

### Senior 350 cc TT
Maandag 7 juni, racemotoren tot 350 cc, 49 starters, 24 finishers. Tegelijk met Senior 500 cc gereden.
Tony Rutter won de Senior 350 cc TT, maar had daarvoor wel wat geluk nodig. Graeme McGregor ging vier ronden lang aan de leiding, maar viel uit door een vastloper. Aanvankelijk lag Phil Mellor op de tweede plaats, maar hij kreeg tot tweemaal toe brandstofgebrek, haalde toch steeds de pit om te tanken, maar verloor genoeg tijd om de winst naar Rutter te laten gaan.

### Senior 500 cc TT
Maandag 7 juni, racemotoren tot 500 cc, 43 starters, 20 finishers. Tegelijk met Senior 350 cc gereden.
De Senior 500 cc TT werd gewonnen door een outsider, de 22-jarige Noord-Ierse pubeigenaar Norman Brown, die in 1981 de Junior Race van de Manx Grand Prix had gewonnen. En dat terwijl er grote namen aan de start stonden, zoals favoriet Charlie Williams, Mick Grant, Alex George en Jon Ekerold, die de GP des Nations had laten schieten om op Man te kunnen trainen. Aanvankelijk had Grant de leiding voor Ekerold, maar Brown zat toen al op de derde plaats. Na drie ronden was Denis Ireland op de tweede plaats gekomen. Ook Williams werd door een lange reparatie teruggeworpen. In de vierde ronde crashte Mick Grant bij Doran's Bend, toen hij de langzamere Duitser Gerhard Kanehl raakte. Kanehl werd naar het ziekenhuis afgevoerd met hoofdwonden en gebroken ribben, Grant bleef ongedeerd maar zag zijn Suzuki uitbranden. De strijd ging uiteindelijk tussen Brown en Ekerold, waarbij Ekerold een pitstop maakte van 39,2 seconden om reparaties uit te laten voeren, terwijl Brown slechts 9,2 seconden nodig had, geholpen door Graeme Crosby, die als eregast op Man aanwezig was. Ekerold probeerde zijn totale achterstand van 55,4 seconden goed te maken in de laatste ronde, waarin Brown langzaam moest rijden omdat hij olie op zijn achterband kreeg. Hij finishte uiteindelijk 9 seconden achter Brown, maar vóór Ireland en Phil Read.

#### Uitslag Senior 350 cc TT en Senior 500 cc TT
| Pos              | Coureur          | Merk            | Tijd            | Snelheid   |
| ---------------- | ---------------- | --------------- | --------------- | ---------- |
| Senior 350 cc TT |                  |                 |                 |            |
| 1                | Tony Rutter      | Yamaha          | 2:05"09'0       | 108,53 mph |
| 2                | Phil Mellor      | Yamaha          | 2:05"58'6       | 107,82 mph |
| 3                | Graham Cannell   | Yamaha          | 2:06"11'2       | 107,64 mph |
| 4                | Eddie Roberts    | Yamaha          | 2:09"26'4       | 104,93 mph |
| 5                | Bob Heath        | Yamaha          | 2:09"27'4       | 104,92 mph |
| 6                | Trevor Nation    | Yamaha          | 2:09"46'2       | 104,66 mph |
| 7                | John Weeden      | Yamaha          | 2:09"58'4       | 104,50 mph |
| 8                | Steve Cull       | Yamaha          | 2:11"11'0       | 103,54 mph |
| 9                | Neil Tuxworth    | Yamaha          | 2:11"49'4       | 103,03 mph |
| 10               | Gary Padgett     | Yamaha          | 2:13"27'4       | 101,77 mph |
| DNF              | Rob McElnea      | Yamaha          |                 |            |
| DNF              | René Delaby      | Yamaha          |                 |            |
| DNF              | Graeme McGregor  | Yamaha          |                 |            |
| DNF              | Jeffrey Sayle    | Armstrong-Rotax | Armstrong-Rotax |            |
| DNF              | Eddie Laycock    | Yamaha          |                 |            |
| Senior 500 cc TT |                  |                 |                 |            |
| 1                | Norman Brown     | Suzuki          | 2:02"22'8       | 110,98 mph |
| 2                | Jon Ekerold      | Suzuki          | 2:02"31'4       | 110,85 mph |
| 3                | Denis Ireland    | Suzuki          | 2:04"19'6       | 109,25 mph |
| 4                | Phil Read        | Suzuki          | 2:04"36'2       | 109,00 mph |
| 5                | Barry Woodland   | Suzuki          | 2:04"41'8       | 108,92 mph |
| 6                | Con Law          | Yamaha          | 2:04"42'6       | 108,91 mph |
| 7                | Sam McClements   | Suzuki          | 2:05"27'2       | 108,27 mph |
| 8                | Steve Henshaw    | Suzuki          | 2:06"19'0       | 107,53 mph |
| 9                | Brian Reid       | Suzuki          | 2:06"32'2       | 107,34 mph |
| 10               | Steve Parrish    | Suzuki          | 2:07"21'2       | 106,65 mph |
| 13               | Charlie Williams | Yamaha          | 2:09"41'4       | 104,73 mph |
| 18               | Tony Head        | Yamaha          | 2:12"48'2       | 102,27 mph |
| DNF              | Steve Tonkin     | Suzuki          |                 |            |
| DNF              | Mick Grant       | Suzuki          | Val             |            |
| DNF              | Alex George      | Suzuki          |                 |            |
| DNF              | Chris Guy        | Suzuki          |                 |            |
| DNF              | Donnie Robinson  | Yamaha          |                 |            |

## Junior 250 cc TT
Racemotoren tot 250 cc. 66 starters, 24 finishers.
Al de hele week waren er veel uitvallers, maar de Junior 250 cc TT spande met 64% de kroon. De tien favorieten (startnummers 1 t/m 10) vielen allemaal uit. Charlie Williams nam de leiding maar kreeg in de tweede ronde een vastloper bij Bray Hill, Jon Ekerold viel al in de eerste ronde uit, net als Jeffrey Sayle die bij Sulby Bridge stopte, Donnie Robinson viel bij Ballacraine stil en Chris Guy in Ramsey. Intussen reed Graeme McGregor aan de leiding, tot hij in de vierde ronde in Ballaugh moest stoppen omdat er een gat in een zuiger van zijn Yamaha was gebrand. Con Law profiteerde daar het meest van. Met de Ehrlich-Waddon die eerst aan McGregor was aangeboden was hij na de eerste ronde zesde, in de tweede ronde vierde en in de derde ronde tweede. In de vierde ronde nam hij de leiding, vechtend tegen Tony Rutter, die vijf seconden achterstand had toen hij bij Union Mills uitviel. Law had toen geen tegenstand meer. Hij won de race met anderhalve minuut voorsprong op Norman Brown, die de Senior 500 cc TT al gewonnen had.

### Uitslag Junior 250 cc TT
| Pos | Coureur          | Merk                 | Tijd      | Snelheid   |
| --- | ---------------- | -------------------- | --------- | ---------- |
| 1   | Con Law          | Ehrlich-Waddon-Rotax | 2:08"57'6 | 105,32 mph |
| 2   | Norman Brown     | Yamaha               | 2:10"08'6 | 104,39 mph |
| 3   | Pete Wild        | Yamaha               | 2:10"45'4 | 103,87 mph |
| 4   | Brian Reid       | Yamaha               | 2:11"12'2 | 103,52 mph |
| 5   | Derek Huxley     | Yamaha               | 2:11"37'8 | 103,18 mph |
| 6   | Paul Cranston    | Yamaha               | 2:12"05'6 | 102,82 mph |
| 7   | Rob Vine         | Yamaha               | 2:13"43'8 | 101,56 mph |
| 8   | Dave Ashton      | Yamaha               | 2:14"18'4 | 101,13 mph |
| 9   | Eddie Roberts    | Yamaha               | 2:14"27'0 | 101,02 mph |
| 10  | Richard Swallow  | Yamaha               | 2:14"55'8 | 100,66 mph |
| 22  | Neil Tuxworth    | British Wicks        | 2:28"06'2 | 91,09 mph  |
| DNF | Tony Rutter      | Yamaha               |           |            |
| DNF | Steve Cull       | Rotax                |           |            |
| DNF | Graeme McGregor  | Yamaha               | Zuiger    |            |
| DNF | Phil Mellor      | Yamaha               |           |            |
| DNF | Steve Tonkin     | Yamaha               |           |            |
| DNF | Charlie Williams | Yamaha               | Vastloper |            |
| DNF | Tony Head        | Yamaha               |           |            |
| DNF | Chris Guy        | Onbekend             |           |            |
| DNF | Jon Ekerold      | Onbekend             |           |            |
| DNF | Jeffrey Sayle    | Armstrong-Rotax      |           |            |
| DNF | Donnie Robinson  | Yamaha               |           |            |
| DNF | Eddie Laycock    | Onbekend             |           |            |

## Formula Two TT en Formula Three TT

### Formula Two TT
Standaardmotorfietsen met viertaktmotoren van 400- tot 600 cc en tweetaktmotoren van 250 tot 350 cc
Tony Rutter had met zijn Ducati Pantah 600 al in 1981 gewonnen. Nu moest hij proberen Donnie Robinson te achterhalen, die meteen de leiding nam. Rutter liep langzaam op hem in, maar werd geholpen toen Robinson in de laatste ronde zonder benzine kwam te staan en als 30e geklasseerd werd. Bill Smith brak een been en beide ellebogen toen hij in zijn duel met George Fogarty bij Ballaugh Bridge de vangrail raakte nadat zijn band vol olie van zijn Honda CB 500 Four zat.

### Formula Three TT
Standaardmotorfietsen met viertaktmotoren van 200- tot 400 cc en tweetaktmotoren van 125 tot 250 cc
De Formula Three TT was minder spannend dan de andere races omdat de uiteindelijke winnaar Gary Padgett met zijn Yamaha RD 250 van start tot finish leidde en elke ronde meer voorsprong nam.

#### Uitslag Formula Two TT en Formula Three TT
| Pos              | Coureur            | Merk      | Tijd      | Snelheid   |
| ---------------- | ------------------ | --------- | --------- | ---------- |
| Formula Two TT   |                    |           |           |            |
| 1                | Tony Rutter        | Ducati    | 1:23"48'2 | 108,05 mph |
| 2                | Steve Moynihan     | Yamaha    | 1:27"41'8 | 103,25 mph |
| 3                | Phil Odlin         | Yamaha    | 1:29"49'4 | 100,81 mph |
| 4                | Malcolm Wheeler    | Laverda   | 1:30"57'0 | 99,56 mph  |
| 5                | George Fogarty     | Ducati    | 1:31"03'6 | 99,44 mph  |
| 6                | Billy Hill         | Honda     | 1:31"09'0 | 99,34 mph  |
| 7                | John Stephens      | Honda     | 1:31"49'8 | 98,60 mph  |
| 8                | Hans-Otto Butenuth | Ducati    | 1:32"22'2 | 98,03 mph  |
| 9                | Geoff Johnson      | Yamaha    | 1:33"22'6 | 96,97 mph  |
| 10               | Howard Lees        | Ducati    | 1:33"30'4 | 96,84 mph  |
| 19               | Mick Boddice       | Yamaha    | 1:37"52'6 | 92,51 mph  |
| 30               | Donnie Robinson    | Yamaha    | 1:47"45'0 | 84,03 mph  |
| DNF              | Phil Mellor        | Yamaha    |           |            |
| DNF              | Bill Smith         | Honda     |           |            |
| DNF              | Ray Knight         | Onbekend  |           |            |
| Formula Three TT |                    |           |           |            |
| 1                | Gary Padgett       | Yamaha    | 1:34"09'2 | 96,17 mph  |
| 2                | Roger Hunter       | Yamaha    | 1:36"04'6 | 94,25 mph  |
| 3                | Paul Barrett       | Aermacchi | 1:37"28'6 | 92,89 mph  |
| 4                | Dave Mason         | Honda     | 1:38"17'0 | 92,13 mph  |
| 5                | Dick Linton        | Aermacchi | 1:40"08'8 | 90,41 mph  |
| 6                | Rob Claude         | Yamaha    | 1:41"51'2 | 88,90 mph  |
| 7                | John Hammond       | Aermacchi | 1:42"28'0 | 88,37 mph  |
| 8                | David Smith        | Yamaha    | 1:44"35'8 | 86,57 mph  |
| 9                | John Kiddie        | Yamaha    | 1:46"25'6 | 85,08 mph  |
| 10               | Ronnie Niven       | Aermacchi | 1:48"07'2 | 83,75 mph  |
| 11               | Neil Tuxworth      | Yamaha    | 1:48"08'6 | 83,73 mph  |

## Classic TT
Vrijdag 11 juni, onbeperkte cilinderinhoud, 90 starters, 38 finishers
Denis Ireland lag met zijn Suzuki RG 500 aan het einde van de eerste ronde niet eens bij de eerste zes, maar doordat de koplopers een voor een problemen kregen won hij de Classic TT toch. De eerste vier ronden lag Charlie Williams met zijn ex-Boet van Dulmen-Yamaha TZ 500 aan de leiding. Ron Haslam lag met een 1.123cc-Honda-viercilinderlijnmotor op de tweede plaats, maar stopte na twee ronden met een olielekkage. Zijn Honda-Britain-teamgenoot Joey Dunlop viel in de vijfde ronde met zijn 1.025cc-V4 uit door een kapotte primaire transmissie. In die vijfde ronde stopten nog drie koplopers: Charlie Williams, Steve Tonkin en Rob McElnea, allemaal door een vastloper. Mick Grant was al in de derde ronde bij Ballacraine stilgevallen. Zo kwam Ireland min of meer vanzelf aan de leiding, op grote afstand gevolgd door Jon Ekerold (Suzuki RG 500), die zijn schakelpedaal doormidden had getrapt maar met het resterende stompje toch nog kon schakelen. 3½ minuut na Ireland finishte Tony Rutter met een Yamaha TZ 350.

### Uitslag Classic TT
| Pos | Coureur          | Merk   | Tijd                 | Snelheid             |
| --- | ---------------- | ------ | -------------------- | -------------------- |
| 1   | Denis Ireland    | Suzuki | 2:04"21'8            | 109,21 mph           |
| 2   | Jon Ekerold      | Suzuki | 2:04"57'2            | 108,70 mph           |
| 3   | Tony Rutter      | Yamaha | 2:08"22'8            | 105,80 mph           |
| 4   | Klaus Klein      | Suzuki | 2:08"30'2            | 105,70 mph           |
| 5   | Barry Woodland   | Suzuki | 2:08"35'0            | 105,63 mph           |
| 6   | Geoff Johnson    | Suzuki | 2:08"40'2            | 105,56 mph           |
| 7   | George Linder    | Yamaha | 2:09"21'6            | 105,00 mph           |
| 8   | Rob Vine         | Yamaha | 2:09"54'0            | 104,56 mph           |
| 9   | Dave Hiscock     | Suzuki | 2:10"01'2            | 104,46 mph           |
| 10  | Dave East        | Suzuki | 2:10"31'4            | 104,05 mph           |
| 12  | Steve Parrish    | Yamaha | 2:10"59'0            | 103,69 mph           |
| DNF | Steve Tonkin     | Suzuki | Vastloper            |                      |
| DNF | Donnie Robinson  | Yamaha |                      |                      |
| DNF | Joey Dunlop      | Honda  | Primaire aandrijving | Primaire aandrijving |
| DNF | Phil Read        | Suzuki |                      |                      |
| DNF | Charlie Williams | Yamaha | Vastloper            |                      |
| DNF | Rob McElnea      | Yamaha | Vastloper            |                      |
| DNF | Tony Head        | Yamaha |                      |                      |
| DNF | Alex George      | Suzuki |                      |                      |
| DNF | Ron Haslam       | Honda  | Olielekkage          |                      |
| DNF | Graeme McGregor  | Yamaha |                      |                      |
| DNF | Neil Tuxworth    | Yamaha |                      |                      |
| DNF | Mick Grant       | Suzuki |                      |                      |
| DNF | Roger Marshall   | Suzuki | Motor                |                      |
| DNF | Steve Cull       | Suzuki |                      |                      |
| DNF | Chris Guy        | Suzuki |                      |                      |
| DNF | Alan Jackson jr. | Suzuki |                      |                      |

## Trivia

### Verkeerde keuze
Graeme McGregor kreeg voor de Junior 250 cc TT een Ehrlich-Waddon-Rotax aangeboden maar hij koos voor zijn eigen Yamaha. Dat was wel begrijpelijk, want de Erhlich-Waddon was in het wereldkampioenschap wegrace met Richard Schlachter en Tony Head bepaald geen succes. In de GP des Nations hadden ze zich niet eens voor de race weten te kwalificeren. Maar diezelfde Ehrlich-Waddon werd nu ter beschikking gesteld aan Con Law, die de race ermee won, terwijl McGregor's Yamaha de finish niet haalde. Uiteindelijk ging McGregor toch door de knieën, wat tijdens de TT van Assen startte hij met de Waddon-Ehrlich van Schlachter, die overstapte op Yamaha.

### Schadevrij?
Bill Smith nam al sinds 1957 deel aan de Isle of Man TT en startte meestal in drie of vier klassen. In 1982 hoopte hij zijn 50e race te rijden en hij vertelde aan iedereen dat hij in al die jaren nooit een schrammetje had opgelopen. In zijn 48e race (de Formula One TT) werd hij negende, maar in zijn 49e race, de Formula Two TT, viel hij en brak hij een arm. Toch haalde hij zijn 50e TT-race ruim. Toen hij in 2001 stopte had hij 85 starts in de Isle of Man TT. Hij won vier keer.
1907 · 1908 · 1909 · 1910 · 1911 · 1912 · 1913 · 1914 · Eerste Wereldoorlog · 1920 · 1921 · 1922 · 1923 · 1924 · 1925 · 1926 · 1927 · 1928 · 1929 · 1930 · 1931 · 1932 · 1933 · 1934 · 1935 · 1936 · 1937 · 1938 · 1939 · Tweede Wereldoorlog · 1947 · 1948 · 1949 · 1950 ·1951 · 1952 · 1953 · 1954 · 1955 · 1956 · 1957 · 1958 · 1959 · 1960 · 1961 · 1962 · 1963 · 1964 · 1965 · 1966 · 1967 · 1968 · 1969 · 1970 · 1971 · 1972 · 1973 · 1974 · 1975 · 1976 · 1977 · 1978 · 1979 · 1980 · 1981 · 1982 · 1983 · 1984 · 1985 · 1986 · 1987 · 1988 · 1989 · 1990 · 1991 · 1992 · 1993 · 1994 · 1995 · 1996 · 1997 · 1998 · 1999 · 2000 · 2002 · 2003 · 2004 · 2005 · 2006 · 2007 · 2008 · 2009 · 2010 · 2011 · 2012 · 2013 · 2014